# Hesperelaea
Hesperelaea — це рід рослин, що складається лише з одного виду, ймовірно, нині вимерлого. Hesperelaea palmeri була знайдена лише на острові Гвадалупе, невеликому острові в Тихому океані, що є частиною мексиканського штату Нижня Каліфорнія, приблизно в 400 км на південний захід від Енсенади. Остання колекція рослини на острові була в 1875 році, тому тепер вид і рід слід вважати вимерлими. Інтенсивні пошуки 2000 року не увінчалися успіхом.
На момент збору типового матеріалу в 1875 році Hesperelaea palmeri була знайдена лише в одному каньйоні на східній стороні острова. Це був кущ із широко-ланцетними листками до 5 см завдовжки. Квітки блідо-жовті, пелюстки довжиною понад 10 мм. Цей вид був незвичайним у родині, оскільки мав повністю окремі пелюстки.
Філогенетичний аналіз на основі ДНК з ядерного геному, а також мітохондріальної та хлоропластної ДНК свідчить про те, що H. palmeri тісно пов’язана з родами Forestiera та Priogymnanthus у трибі Oleeae, і, можливо, з сестринською лінією Forestiera. Аналіз молекулярного годинника оцінив його відмінність від найближчих родичів у ранньому міоцені, ймовірно, до віку острова Гвадалупе. Це свідчить про те, що H. palmeri є палеоендеміком, який колись був широко розповсюдженим, а потім відступив на острів Гвадалупе після зміни навколишнього середовища.